# شورآباد (چگنی)
شورآباد روستایی در دهستان دوره بخش چگنی شهرستان چگنی استان لرستان ایران است.

## جمعیت
بر پایه سرشماری عمومی نفوس و مسکن در سال ۱۳۹۵ جمعیت این روستا ۳۹ نفر (۱۱خانوار) بوده‌است.